# Helicopsyche ouaroua
Helicopsyche ouaroua là một loài Trichoptera trong họ Helicopsychidae. Chúng phân bố ở miền Australasia.